# Kế hoạch bổ sung quân bị hải quân thứ ba
Kế hoạch bổ sung quân bị hải quân lần thứ ba (マル3計画, 第三次海軍軍備補充計画 (Maru 3 kế hoạch, Đệ tam thứ hải quân quân bị bổ sung kế hoạch) Maru 3 Keikaku, Dai-San-Ji Kaigun Gunbi Hojū Keikaku) hay còn gọi là Kế hoạch "Vòng tròn ba" là kế hoạch thứ ba trong số bốn kế hoạch mở rộng của Hải quân Đế quốc Nhật Bản từ giữa năm 1930 và bắt đầu Thế chiến thứ hai.

## Hoàn cảnh
Hiệp ước Hải quân Luân Đôn đặt ra những hạn chế nghiêm trọng đối với sức mạnh của hải quân Nhật Bản so với Hải quân Hoa Kỳ và Hải quân Hoàng gia Anh về trọng tải và số lượng tàu chiến chủ lực.
Phản ứng của Bộ Tổng tham mưu Hải quân Đế quốc Nhật Bản là khởi xướng một chương trình đóng tàu (Maru-1) với mục tiêu đóng 39 tàu chiến mới theo giới hạn trọng tải được phân bổ trong từng phân mục bị hạn chế và đầu tư vào các loại tàu chiến và vũ khí không được đề cập cụ thể các điều khoản của hiệp ước, chẳng hạn như tăng cường số Kōkūtai (Trung đoàn không quân) của Không lực Hải quân Đế quốc Nhật Bản lên tới 14 trung đoàn.
Năm 1934, Bộ Hải quân trình lên Nội các bản kế hoạch Maru-2 bao gồm việc bù đắp ngân sách thiếu hụt sau khi Hải quân phải khắc phục các lỗi kĩ thuật sau Sự cố Tomozuru và Sự cố Hạm đội bốn. Hai sự kiện này đã để lộ các vấn đề kĩ thuật đến từ chân lý nhồi quá nhiều vũ khí vào các với trọng tải quá nhỏ cùng với thiếu sót về kĩ thuật đóng tàu của xưởng tàu Nhật. Ngoài ra, bản kế hoạch còn đề ra một khoản ngân sách nữa để đóng thêm 48 tàu chiến mới và 8 trung đoàn không quân.
Đến năm 1937, Hiệp ước Hải quân Luân Đôn hết hiệu lực và chính phủ Nhật từ chối tham gia thêm bất kỳ hội nghị giải giáp nào nữa. Bản kế hoạch mới (Maru-3) được phê chuẩn bởi Quốc hội Nhật Bản yêu cầu đóng 66 tàu chiến mới với tâm điểm là hai thiết giáp hạm lớp Yamato và hai tàu sân bay lớp Shōkaku cùng với việc thành lập thêm 14 trung đoàn không quân.
Bản kế hoạch được phân bố tổng cộng 806 549 000 Yen cho việc đóng tàu và 75 267 000 Yen cho việc mở rộng không quân hải quân trong chia ra theo ngân sách sáu năm. Ba tàu nữa được đóng thêm (Hai tàu tuần dương huấn luyện lớp Katori, và tàu tiếp tế Irako) sau khi ngân sách dự án được bổ sung theo Dự toán bổ sung năm 1938.

## Danh sách tàu
| Loại tàu                    | Lớp            | Số thứ tự | Hoàn thiện | Chuyển thể                                                            | Hủy bỏ |
| Thiết giáp hạm              | Yamato         | #1 - 2    | Yamato (#1), Musashi (#2) |                                                                       |        |
| Tàu sân bay                 | Shōkaku        | #3 - 4    | Shōkaku (#3), Zuikaku (#4) |                                                                       |        |
| Tàu mẹ thủy phi cơ          | Nisshin        | #5        | Nisshin (#5) |                                                                       |        |
| Tàu rải mìn Loại-B          | Tsugaru        | #6        | Tsugaru (#6) |                                                                       |        |
| Tàu rải mìn (Loại thả lưới) | Hatsutaka      | #7 - 8    | Hatsutaka (#7), Aotaka (#8) |                                                                       |        |
| Kaibōkan Loại-A             | Shimushu       | #9 - 12   | Shimushu (#9), Kunashiri (#10), Hachijo (#11), Ishigaki (#12) |                                                                       |        |
| Tàu pháo Loại-A             | Hashidate      | #13 - 14  | Hashidate (#13), Uji (#14) |                                                                       |        |
| Tàu pháo Loại-B             | Fushimi        | #15 - 16  | Fushimi (#15), Sumida (#16) |                                                                       |        |
| Khu trục hạm Loại-A         | Kagerō         | #17 - 34  | Kagerō (#17), Shiranui (#18), Kuroshio (#19), Oyashio (#20), Hayashio (#21), Natsushio (#22), Hatsukaze (#23), Yukikaze (#24), Amatsukaze (#25), Tokitsukaze (#26), Urakaze (#27), Isokaze (#28), Hamakaze (#29), Tanikaze (#30), Nowaki (#31) | Tàu số 32 tới 34 là tàu giả nhằm che giấu chi phí thật của lớp Yamato |        |
| Tàu ngầm tuần dương Loại-A  | I-9            | #35 - 36  | I-9 (#35), I-10 (#36) |                                                                       |        |
| Tàu ngầm tuần dương Loại-B  | I-15           | #37 - 43  | I-15 (#37), I-17 (#38), I-19 (#39), I-21 (#40), I-23 (#41), I-25 (#42) | Tàu số 43 là tàu giả nhằm che giấu chi phí thật của lớp Yamato        |        |
| Tàu ngầm tuần dương Loại-C  | I-16           | #44 - 48  | I-16 (#44), I-18 (#45), I-20 (#46), I-22 (#47), I-24 (#48) |                                                                       |        |
| Tàu quét mìn                | Số 7           | #49 - 54  | Số 7 (#49), Số 8 (#50), Số 9 (#51), Số 10 (#52), Số 11 (#53), Số 12 (#54) |                                                                       |        |
| Tàu chở đạn                 | Kashino        | #55       | Kashino (#55) |                                                                       |        |
| Tàu khảo sát                | Tsukushi       | #56       | Tsukushi (#56) |                                                                       |        |
| Tàu rải mìn                 | Sokuten        | #57 - 61  | Sokuten (#57), Shirakami (#58), Naryū (#59), Kyosai (#60), Ukishima (#61) |                                                                       |        |
| Tàu săn tàu ngầm            | Số 4           | #62 - 70  | Số 7 (#62), Số 8 (#63), Số 4 (#64), Số 5 (#65), Số 11 (#66), Số 12 (#67), Số 10 (#68), Số 9 (#69), Số 6 (#70) |                                                                       |        |
| Tàu ngầm thử nghiệm         | Tàu ngầm số 71 | #71       | (#71) |                                                                       |        |
| Tàu tuần dương huấn luyện   | Katori         | #72 - 73  | Katori (#72), Kashima (#73) |                                                                       |        |
| Tàu lương thực              | Irako          | #74       | Irako (#74) |                                                                       |        |

## Ngoài ra
- Kế hoạch bổ sung quân bị hải quân thứ nhất (Maru 1 Keikaku, 1931)
- Kế hoạch bổ sung quân bị hải quân thứ hai (Maru 2 Keikaku, 1934)
- Kế hoạch bổ sung quân bị hải quân thứ tư (Maru 4 Keikaku, 1939)
- Kế hoạch bổ sung quân bị hải quân tình thế (Maru Rin Keikaku, 1940)
- Kế hoạch bổ sung quân bị hải quân cấp tốc (Maru Kyū Keikaku, 1941)
- Kế hoạch bổ sung quân bị hải quân bổ sung (Maru Tui Keikaku, 1941)
- Kế hoạch bổ sung quân bị hải quân thứ năm (Maru 5 Keikaku, 1941)
- Kế hoạch bổ sung quân bị hải quân thứ sáu (Maru 6 Keikaku, 1942)
- Kế hoạch bổ sung quân bị hải quân thứ năm sửa đổi (Kai-Maru 5 Keikaku, 1942)
- Kế hoạch bổ sung quân bị hải quân thời chiến (Maru Sen Keikaku, 1944)